# Gerhard H. Eisbacher
Gerhard H. Eisbacher (* Juni 1935) ist ein österreichischer Geologe und Hochschullehrer am Karlsruher Institut für Technologie, der sich vor allem mit Tektonik befasst.
Eisbacher wurde sowohl in Innsbruck (1966 in Mineralogie) als auch an der Princeton University promoviert. Er war beim Geological Survey of Canada (wo er sich neben regionaler Geologie auch mit Böschungsstabilität befasste) und Anfang der 1980er Jahre Adjunct Professor an der Simon Fraser University. Von 1985 bis 2003 war er Direktor des Geologischen Instituts des KIT, das in dieser Zeit zum Institut für Regionale und Historische Geologie wurde.
Er veröffentlichte ein Lehrbuch der Tektonik sowie über Aspekte angewandter Geologie (Umwelt- und Rohstoffgeologie), einen regionalen geologischen Führer für Baden und eine geologische Übersicht über Nordamerika (in den 1960er Jahren war er in Princeton). Eisbacher war an seismischen tektonischen Erkundungen der Ostalpen (Transalp), der Karpaten und des Schwarzwalds beteiligt.

## Schriften
Bücher:
- Einführung in die Tektonik, Spektrum Akademischer Verlag 1996 (zuerst Enke 1991)
- mit Werner Fielitz: Karlsruhe und seine Region: Nordschwarzwald, Kraichgau, Neckartal, Oberrhein-Graben, Pfälzerwald und westliche Schwäbische Alb, Sammlung Geologischer Führer 103, Gebrüder Borntraeger 2010
- Nordamerika, Geologie der Erde 2, Enke 1988
- mit Jonas Kley: Grundlagen der Umwelt- und Rohstoffgeologie, Enke 2001

Aufsätze (Auswahl):
- mit M. Auer: Deep structure and kinematics of the Northern Calcareous Alps (TRANSALP profile), International Journal of Earth Sciences, Band 92, 2003, S. 210–227
- mit T. May: Tectonics of the synorogenic "Kreideschiefer basin", northwestern Calcareous Alps, Austria, Eclogae Geologicae Helvetiae, Band 92, 1999, S. 307–320
- mit J. Kley: How Alpine or Himalayan are the Central Andes ?, International Journal of Earth Sciences, Band 88, 1999, S. 175–189
- mit R. Brandner: Superposed fold-thrust structures and high-angle faults, northwestern Calcareous Alps, Austria, Eclogae Geologicae Helvetiae, Band 89, 1996, S. 553–571
- mit R. K. Polinski: Deformation partitioning during polyphase oblique convergence in the Karawanken Mountains, southeastern Alps, Journal of Structural Geology, Band 14, 1992, S. 1203–1213
- mit Lars Meier: Crustal kinematics ans deep-structure of the northern Rhine Graben, Germany, Tectonics, Band 10, 1991, S. 621–630
- mit H. G. Linzer, L. Meier: A depth-extrapolated structural transect across the Northern Calcareous Alps of western Tyrol, Eclogae Geologicae Helvetiae, Band 83, 1990, S. 711ff.
- mit M. R. Strecker, P. M. Blisniuk: Rotation of extension direction in the central Kenya Rift, Geology, Band 18, 1990, S. 299–302
- mit Ewald Lüschen, Frank Wickert: Crustal scale thrusting in the Hercynian Schwarzwald and Vosges, central-Europe, Tectonics, Band 8, 1989, S. 1–21
- mit F. Wickert: 2-sided Variscan thrust tectonics in the Vosges Mountains, northeastern France, Geodinamica Acta, Band 2, 1988, S. 101–120
- mit A. Krohe: Oblique crustal detachment in the Variscan Schwarzwald, southwestern Germany, Geologische Rundschau, Band 77, 1988, S. 25–43
- mit E. Lüschen u. a.: Near-vertical and wide-angle seismic surveys in the Black Forest, SW Germany, J. Geophys., Band 62, 1987, S. 1–30
- Displacement and stress field along part of the Cobequid Fault, Nova Scotia, Canadian J. Earth Science, Band 6, 1969, S. 1095–1104